# 博斯地区奥热尔
博斯地区奥热尔（法語：Orgères-en-Beauce，法語發音：[ɔʁʒɛʁ ɑ̃ bos]），或纯音译作奥热尔昂博斯，是法国厄尔-卢瓦省的一个市镇，属于沙托丹区。

## 地理
博斯地区奥热尔（48°8'46"N, 1°41'6"E）面积15.24 平方千米，位于法国中央-卢瓦尔河谷大区厄尔-卢瓦省，该省份为法国北部内陆省份，北起顺时针与厄尔省、伊夫林省、埃松省、卢瓦雷省、卢瓦-谢尔省、萨尔特省和奧恩省接壤。
与博斯地区奥热尔接壤的市镇（或旧市镇、城区）包括：卢瓦尼拉巴塔耶、吉永维尔、库尔伯艾、科尼河畔丰特奈、蒂耶勒佩讷。

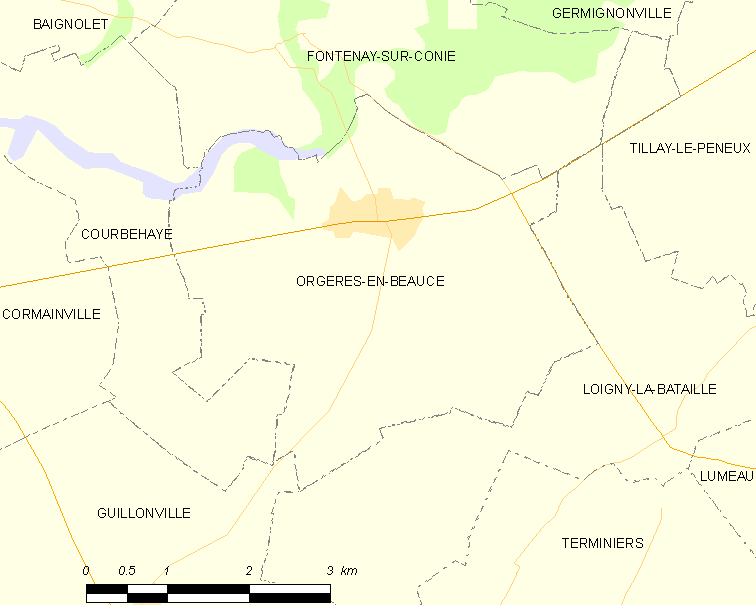
博斯地区奥热尔的OSM定位图

博斯地区奥热尔的时区为UTC+01:00、UTC+02:00（夏令时）。

## 行政
博斯地区奥热尔的邮政编码为28140，INSEE市镇编码为28287。

## 政治
博斯地区奥热尔所属的省级选区为莱维拉日沃韦安县。

## 人口

1962-2008年间博斯地区奥热尔人口变化图示

博斯地区奥热尔于2022年1月1日时的人口数量为998人。